# Голубцова, Катержина
Катержина Голубцова (чеш. Kateřina Holubcová), урождённая Лосманова (чеш. Losmanová; 28 июня 1976, Усти-над-Лабем) — чешская биатлонистка, чемпионка мира.

## Биография
Катержина родилась в небольшом городке Усти-над-Лабем Устецкого края на севере Чехословакии. С тринадцати лет начала заниматься биатлоном, на международном уровне выступает с 1994 года. Удачные выступления на юниорских мировых первенствах позволили ей уже в следующем году попасть в основной состав сборной Чехии по биатлону.
В 1996 году Катержина дебютировала на чемпионате мира, а в 1998 году впервые выступила на зимних Олимпийских играх в Нагано (Япония). По итогам сезона 1997/1998 вошла в число тридцати сильнейших биатлонисток мира.
После Олимпиады 2002 года в Солт-Лейк-Сити (США) Катержина вышла замуж за чешского биатлониста Томаша Голубца.
Самым удачным в карьере Голубцовой можно назвать сезон 2002/2003, на протяжении которого она не только стала чемпионкой мира и завоевала бронзу чемпионата мира в спринте, но и заняла восьмое место в общем зачёте Кубка мира.
После Олимпийских игр 2006 года в Турине Катержина завершила спортивную карьеру.

## Кубки мира
- 2005—2006 — 65-е место
- 2004—2005 — 29-е место
- 2003—2004 — 22-е место
- 2002—2003 — 8-е место
- 2001—2002 — 25-е место
- 2000—2001 — 63-е место
- 1999—2000 — 37-е место
- 1998—1999 — 47-е место
- 1997—1998 — 29-е место
- 1995—1996 — 72-е место